# Colin Firth

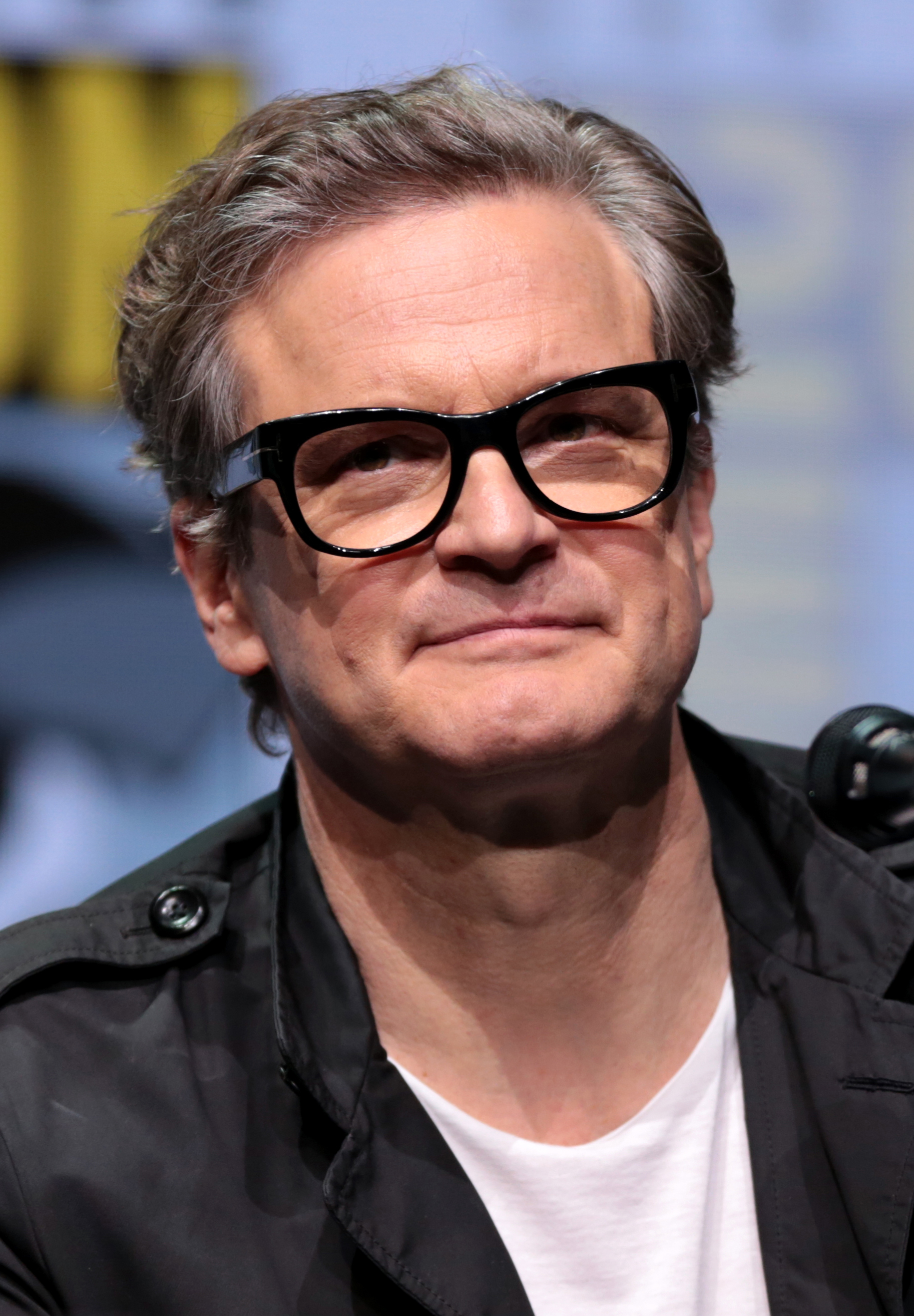
Colin Firth (2017)

Colin Andrew Firth, CBE (* 10. September 1960 in Grayshott) ist ein britischer Schauspieler und Filmproduzent. 2011 wurde er für seine Hauptrolle in dem Historienfilm The King’s Speech mit dem Oscar ausgezeichnet.

## Werdegang

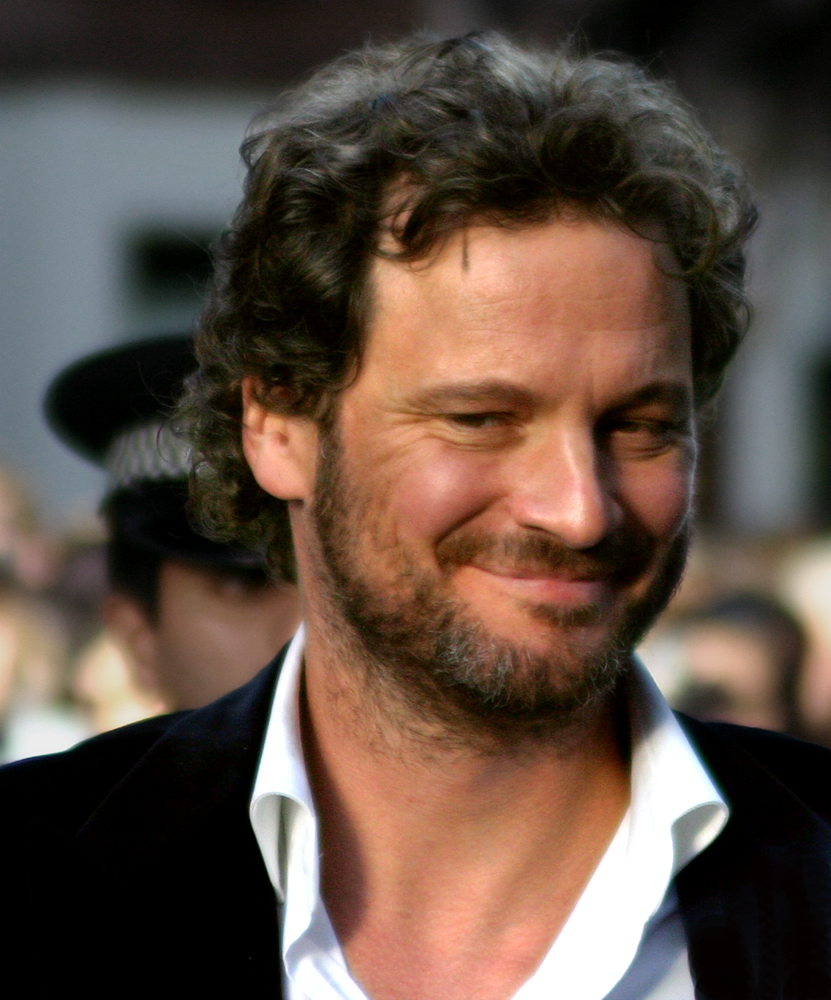
Colin Firth (2005)

Firth wurde 1960 in der englischen Grafschaft Hampshire geboren. Nach dem Besuch der Montgomery of Alamein School in Winchester und dem Barton Peveril College wurde er am Drama Center in London zum Schauspieler ausgebildet.
1984 spielte er in Dame mit den Kamelien (Camille) mit, einem Fernsehfilm mit Greta Scacchi und Ben Kingsley. Er spielte 1989 unter der Regie Miloš Formans die Titelrolle in Valmont, einer Verfilmung von Choderlos de Laclos’ Briefroman Les Liaisons dangereuses (Gefährliche Liebschaften). In der sechsteiligen BBC-Fernsehserie Stolz und Vorurteil (Pride and Prejudice) nach Jane Austens gleichnamigem Roman spielte er Mr. Darcy, die männliche Hauptrolle. In Anspielung darauf verkörperte er Mark Darcy in der Verfilmung von Helen Fieldings Bridget Jones – Schokolade zum Frühstück (2001, mit Renée Zellweger und Hugh Grant).
Auch in den Spielfilmen A Month in the Country (1987, mit Natasha Richardson), Fever Pitch (1997, als tragikomischer Fußballfan in der britischen Verfilmung von Nick Hornbys gleichnamigem Roman), Shakespeare in Love (1998) sowie in Tatsächlich… Liebe (2003 mit Alan Rickman, Emma Thompson, Hugh Grant, Liam Neeson und Laura Linney) wirkte er mit. Ebenfalls 2003 stand Firth als Jan Vermeer der jungen Scarlett Johansson in Das Mädchen mit dem Perlenohrring zur Seite.
In Bridget Jones – Am Rande des Wahnsinns (2004, mit Hugh Grant), Bridget Jones’ Baby (2016, mit Patrick Dempsey) und Bridget Jones – Verrückt nach ihm (2025) spielte er drei weitere Male die Rolle des Mark Darcy. 2005 spielte er mit Emma Thompson und Thomas Sangster in Eine zauberhafte Nanny (Regie: Kirk Jones). In Das Bildnis des Dorian Gray spielte er den Lord Henry Wotton. Die Verfilmung des Isherwood-Stoffes A Single Man von 2009 durch Tom Ford brachte ihm als George Falconer eine Oscar-Nominierung ein. Die Auszeichnung erhielt er jedoch erst im folgenden Jahr in Tom Hoopers The King’s Speech für die Rolle des britischen Monarchen Georg VI., der sein Stottern zu überwinden versucht. 2014 und 2017 spielte er die Rolle des Geheimagenten Harry Hart in Kingsman: The Secret Service und Kingsman: The Golden Circle.
Zu der von Nick Hornby im Jahr 2001 herausgegebenen Sammlung von Kurzgeschichten Speaking with the Angel steuerte er eine Geschichte bei. 2007 produzierte er den Dokumentarfilm In Prison My Whole Life unter der Regie von Marc Evans über den berühmten Todesstrafenfall des afroamerikanischen Journalisten Mumia Abu-Jamal, der bereits über 25 Jahre im Gefängnis in der Todeszelle verbringt. Colin Firth wird als Mitautor einer Abhandlung über den Zusammenhang zwischen strukturellen Unterschieden des Gehirns und der politischen Orientierung geführt, nachdem er diese Forschung als Gastredakteur von BBC Radio 4s Today-Sendung angeregt hatte.

## Auszeichnungen

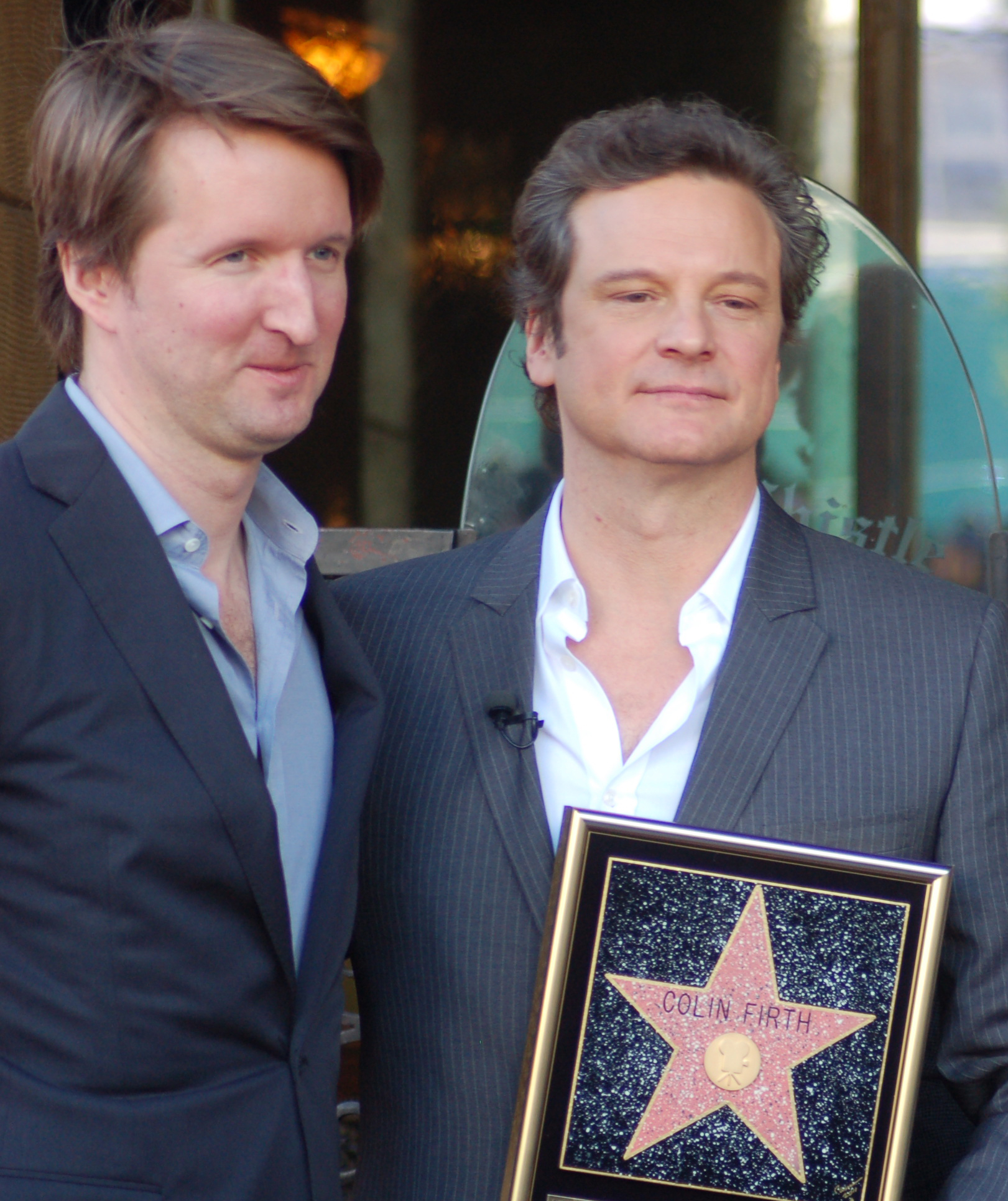
Firth mit Regisseur Tom Hooper (The King’s Speech), erhält einen Stern auf dem Hollywood Walk of Fame (Januar 2011)

Am 19. Oktober 2007 wurde Colin Firth die Ehrendoktorwürde der Universität Winchester verliehen. Vielfach preisgekrönt wurde Firth für seine Hauptrolle in dem Drama A Single Man. Neben der Coppa Volpi der Filmfestspiele von Venedig 2009 und dem britischen BAFTA Award wurde er für den Golden Globe Award und den Oscar nominiert.
Für seine Rolle in The King’s Speech wurde er mit zahlreichen Filmpreisen geehrt, darunter die Auszeichnungen der Filmkritikervereinigungen von New York und Los Angeles, der British Independent Film Award, den Europäischen Filmpreis sowie seinen ersten Golden Globe Award und seinen zweiten BAFTA Award. Des Weiteren erhielt er bei der Oscarverleihung 2011 in der Kategorie „Bester Hauptdarsteller“ die Auszeichnung.
Im Januar 2011 erhielt Firth einen Stern auf dem Hollywood Walk of Fame in der Kategorie Film. Im Juni 2011 wurde er von Königin Elisabeth II. mit der Ordenstufe Commander of the British Empire ausgezeichnet. Colin und Livia Firth erhielten den Ehrenpreis des Deutschen Nachhaltigkeitspreises 2014 als glaubwürdige Vorbilder für soziales und ökologisches Engagement.

## Engagement
Colin Firth engagiert sich seit Jahren für die Organisation Survival International und setzt sich für die Rechte von indigenen Völkern ein. 2009 verfasste er für die Organisation einen Beitrag in dem Buch We Are One. Er unterstützt zudem die Kampagne der Aktivisten für die Awá, ein bedrohtes Volk in Brasilien. Seit 2002 ist Firth außerdem Botschafter der Entwicklungshilfsorganisation Oxfam. Besonders aktiv setzt er sich im Rahmen der Oxfam-Kampagne Make Trade Fair für die Gleichberechtigung von Farmern in Entwicklungsländern ein und ist u. a. Teilhaber der Fair-Trade-Kaffeekette Progreso in London, wo er auch schon hinter dem Tresen stand, sowie von Eco-Age, einem Geschäft für nachhaltige Mode in London-Chiswick, das von seinem Schwager Nicola Giuggioli und seiner Ex-Frau betrieben wird.

## Privates

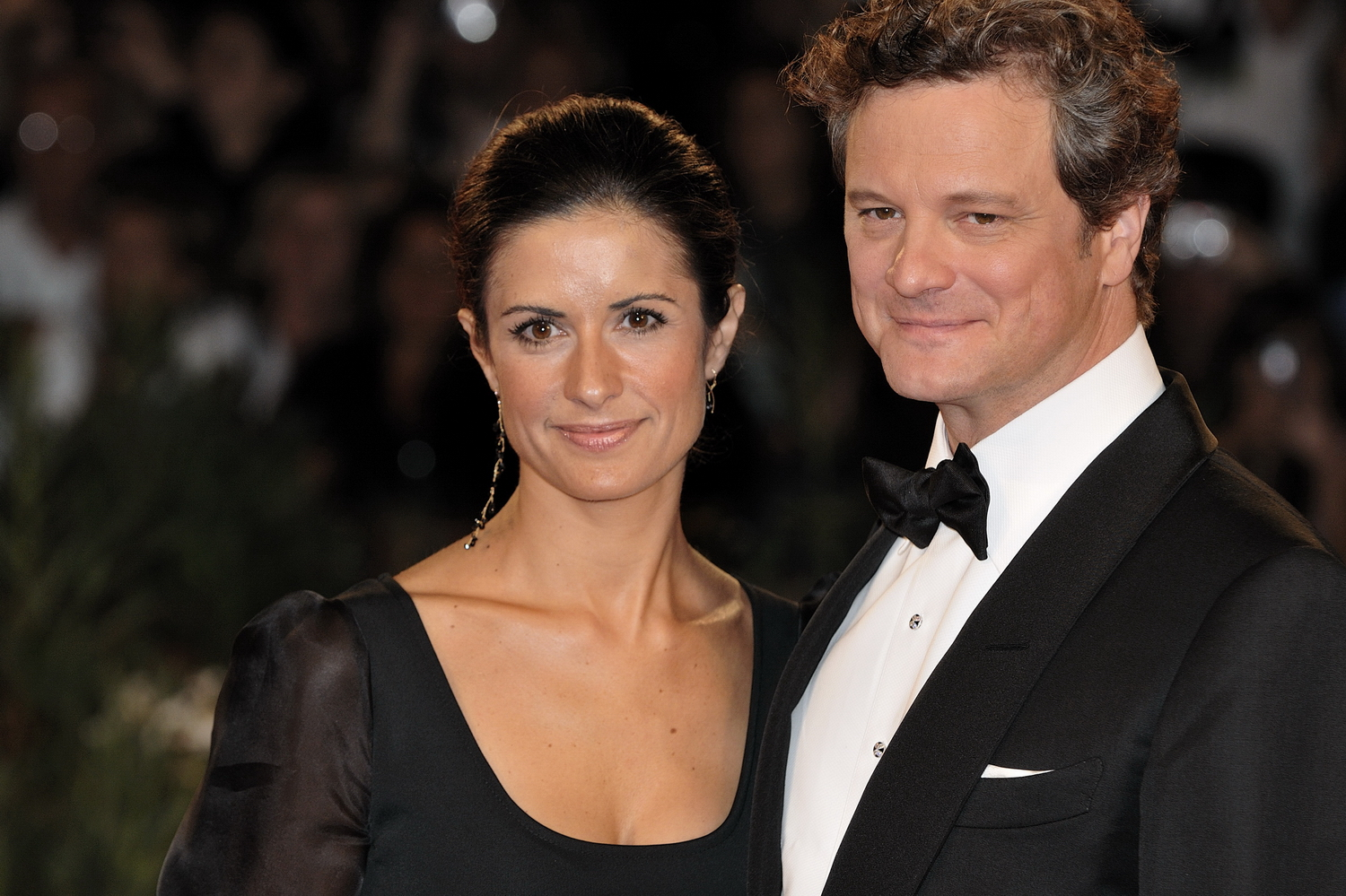
Firth mit seiner damaligen Frau Livia auf dem Internationalen Filmfestspielen von Venedig 2009

Colin Firth hat eine Schwester (* 1962) und einen jüngeren Bruder Jonathan, der ebenfalls Schauspieler ist. Als Kind lebte Firth wegen häufiger Umzüge seiner Professoren-Eltern in vielen Teilen der Welt; unter anderem verbrachte er längere Zeit in Nigeria, wo seine Großeltern als Missionare tätig waren, und in den Vereinigten Staaten.
Firth lebt abwechselnd in London und Italien. Von 1997 bis 2019 war er mit der italienischen Dokumentarfilmerin Livia Giuggioli verheiratet, mit der er zwei Söhne hat. Aus einer früheren Beziehung mit der Schauspielerin Meg Tilly stammt sein ältester Sohn William Joseph Firth (* 1990), der ebenfalls Schauspieler ist. 2017 nahm Colin Firth auch die italienische Staatsbürgerschaft an. Seine beiden jüngsten, in Rom geborenen Söhne haben die britische und die italienische Staatsbürgerschaft.

## Filmografie (Auswahl)
Als Schauspieler
- 1984: Another Country
- 1984: Die Dame mit den Kamelien (Camille, Fernsehfilm)
- 1984: Crown Court (Fernsehserie, Folge 13x13 Citizens: Part 1)
- 1985: Dutch Girls (Fernsehfilm)
- 1985: Neunzehnhundertneunzehn (Nineteen Nineteen)
- 1986: Lost Empires (Fernsehserie, 7 Folgen)
- 1987: A Month in the Country
- 1987: Tales from the Hollywood Hills: Pat Hobby Teamed with Genius (Fernsehfilm)
- 1987: Der geheime Garten (The Secret Garden, Fernsehfilm)
- 1988: Apartment Zero
- 1988: Der Dank des Vaterlandes (Tumbledown, Fernsehfilm)
- 1989: Valmont
- 1990: Hotel zur Unsterblichkeit (Wings of Fame)
- 1991: Femme Fatale
- 1991: The Play on One (Fernsehreihe, Folge Out of the Blue)
- 1992: Mad at the Moon
- 1992: Verlorene Jahre (Hostages, Fernsehfilm)
- 1993: Pesthauch des Bösen (The Hour of the Pig)
- 1994: Death Date (Playmaker)
- 1994: Inspektor Wexford ermittelt (Ruth Rendell Mysteries, Fernsehserie, 3 Folgen Master of the Moor)
- 1994: Performance (Fernsehreihe, Folge The Deep Blue Sea)
- 1995: Circle of Friends – Im Kreis der Freunde (Circle of Friends)
- 1995: Stolz und Vorurteil (Pride and Prejudice, Fernsehreihe)
- 1995: Performance (Fernsehreihe, Folge The Widowing of Mrs. Holroyd)
- 1996: Nostromo – Der Schatz in den Bergen (Nostromo, Fernsehreihe)
- 1996: Der englische Patient (The English Patient)
- 1997: Ballfieber (Fever Pitch)
- 1997: Tausend Morgen (A Thousand Acres)
- 1998: Shakespeare in Love
- 1999: Donovan Quick (Fernsehfilm)
- 1999: My Life so Far
- 1999: The Secret Laughter of Women
- 1999: Blackadder Back & Forth (Fernsehserie)
- 1999: The Turn of the Screw (Fernsehfilm)
- 2000: In „bester“ Gesellschaft – Eine Familie zum Abgewöhnen (Relative Values)
- 2001: Bridget Jones – Schokolade zum Frühstück (Bridget Jones’s Diary)
- 2001: Die Wannseekonferenz (Conspiracy, Fernsehfilm)
- 2001: Love Affairs – Nimm am besten was Du kriegst (Londinium)
- 2002: Ernst sein ist alles (The Importance of Being Earnest)
- 2003: Hope Springs – Die Liebe deines Lebens (Hope Springs)
- 2003: Was Mädchen wollen (What a Girl Wants)
- 2003: Das Mädchen mit dem Perlenohrring (Girl with a Pearl Earring)
- 2003: Tatsächlich… Liebe (Love Actually)
- 2004: Traumata (Trauma)
- 2004: Bridget Jones – Am Rande des Wahnsinns (Bridget Jones: The Edge of Reason)
- 2005: Wahre Lügen (Where the Truth Lies)
- 2005: Eine zauberhafte Nanny (Nanny McPhee)
- 2006: Celebration (Fernsehfilm)
- 2006: Born Equal (Fernsehfilm)
- 2007: Die letzte Legion (The Last Legion)
- 2007: Die Zeit, die uns noch bleibt (And When Did You Last See Your Father?)
- 2007: Then She Found Me
- 2008: Die Girls von St. Trinian (St. Trinian’s)
- 2008: Zufällig verheiratet (The Accidental Husband)
- 2008: Mamma Mia!
- 2008: Genova
- 2008: Easy Virtue – Eine unmoralische Ehefrau (Easy Virtue)
- 2009: Das Bildnis des Dorian Gray (Dorian Gray)
- 2009: A Single Man
- 2009: Disneys Eine Weihnachtsgeschichte (A Christmas Carol, Stimme)
- 2009: Die Girls von St. Trinian 2 – Auf Schatzsuche (St Trinian’s II: The Legend of Fritton’s Gold)
- 2010: Main Street
- 2010: The King’s Speech
- 2010: Steve
- 2011: Dame, König, As, Spion (Tinker, Tailor, Soldier, Spy)
- 2012: Ein tolles Leben (Arthur Newman)
- 2012: Gambit – Der Masterplan (Gambit)
- 2013: Devil’s Knot – Im Schatten der Wahrheit (Devil’s Knot)
- 2013: Die Liebe seines Lebens (The Railway Man)
- 2014: Magic in the Moonlight
- 2014: Ich. Darf. Nicht. Schlafen. (Before I Go to Sleep)
- 2014: Kingsman: The Secret Service
- 2016: Genius – Die tausend Seiten einer Freundschaft (Genius)
- 2016: Bridget Jones’ Baby (Bridget Jones’s Baby)
- 2017: Red Nose Day Actually (Kurzfilm)
- 2017: Kingsman: The Golden Circle
- 2018: The Happy Prince
- 2018: Vor uns das Meer (The Mercy)
- 2018: Mamma Mia! Here We Go Again
- 2018: Mary Poppins’ Rückkehr (Mary Poppins Returns)
- 2018: Kursk
- 2019: 1917
- 2020: Supernova
- 2020: Der geheime Garten (The Secret Garden)
- 2021: Ein Festtag (Mothering Sunday)
- 2021: Die Täuschung (Operation Mincemeat)
- 2022: The Staircase (Miniserie)
- 2022: Empire of Light
- 2025: Lockerbie: A Search for Truth (Miniserie)
- 2025: Bridget Jones – Verrückt nach ihm

Produzent
- 2015: Eye in the Sky
- 2016: Loving
- 2018: Amá
- 2022: Squaring the Circle (The Story of Hipgnosis) (Dokumentarfilm)

Sprecher
- 2012: Graham Greene: The End of the Affair

## Synchronstimme
Colin Firth wird seit 2001 hauptsächlich von Tom Vogt synchronisiert.